# یواس‌اس لئونیداس (ای‌دی-۷)
یواس‌اس لئونیداس (ای‌دی-۷) (به انگلیسی: USS Leonidas (AD-7)) یک کشتی بود که طول آن ۲۶۴ فوت ۳ اینچ (۸۰٫۵۴ متر) بود. این کشتی در سال ۱۸۹۸ ساخته شد.